# Samaridae
Samaridae är en familj av fiskar. Samaridae ingår i ordningen plattfiskar (Pleuronectiformes). Enligt Catalogue of Life omfattar familjen Samaridae 26 arter. Fishbase listar 27 arter.
Familjens medlemmar förekommer i tropiska och subtropiska delar av Indiska oceanen och Stilla havet. Sidolinjeorganet är beroende på art bra utvecklad eller rudimentär. Det vetenskapliga namnet är bildat av det latinska ordet för almfrö.
Släkten enligt Catalogue of Life:
- Plagiopsetta
- Samaris
- Samariscus